# A Spanish Piece
A Spanish Piece è un brano del gruppo musicale progressive rock britannico Pink Floyd, contenuta nella colonna sonora Soundtrack from the Film More, del film More - Di più, ancora di più, del 1969.
Caratterizzato da sonorità tipiche spagnole, è un pezzo strumentale molto corto della durata di poco più di un minuto. È stato il primo pezzo dei Pink Floyd ad essere stato scritto interamente da David Gilmour. In sottofondo si sente la voce di Gilmour che interpreta un ubriaco che chiede della tequila ad un certo Manuel. Poi parla ad una signorina spagnola facendole dei complimenti.

## Formazione
- David Gilmour: Chitarra e vocalizzi.